# 담양 성월리 월전고분
담양 성월리 월전고분(潭陽 聲月里 月田古墳)은 대한민국 전라남도 담양군 고서면 성월리에 있는 고분이다. 2001년 9월 27일 전라남도의 문화재자료 제221호로 지정되었다.

## 개요
월전마을은 서남쪽에 있는 해발 200m 내외의 산지를 등지고 형성되었는데, 마을 앞쪽으로는 영산강 지류인 증암천 유역에 형성된 넓은 충적지가 바라다 보인다.
성월리 월전고분은 마을 앞 논 가운데 있는데, 방형과 원형 분구가 이어져 있어 장고분과 유사한 형태이다. 고분은 북쪽으로 진행하는 평지성 구릉의 동사면에 위치하고 있었던 것으로 추정되는데, 방형을 띠는 부분이 구릉의 능선쪽에 있고 원형을 띠는 부분이 사면 아래쪽에 있다.
원형 분구 위에는 소나무가 자라고 있으며 가운데에는 평탄부를 형성하고 있는데 그 가운데 민묘 1기가 있다. 민묘 앞쪽이 약간 함몰되어 있는데 민묘 조성과 관련된 것인지 다른 이유인지는 알 수 없지만 석재도 노출되어 있어 주목된다. 방형 분구는 밭으로 경작되고 있다. 분구의 장축방향은 동-서이며 원형부가 경사면 아래쪽인 동쪽에 있다. 분구의 규모는 전체길이 38m, 추정 원부직경 약 18m, 추정 방부너비 15m, 높이 2.5∼3.0m이다.

## 참고 문헌
- 담양성월리월전고분 - 국가유산청 국가유산포털